# Триатлон на летних Олимпийских играх 2004
В ходе соревнований по триатлону на летних Олимпийских играх 2004 года спортсмены должны были проплыть 1500 м, затем проехать 40 км на велосипеде, после чего пробежать 10 км. Смена способа передвижения осуществлялась в специальных транзитных зонах под присмотром судей, затраченное на смену время складывалось с итоговым временем.

## Общий медальный зачёт
| Место | Страна         | Золото | Серебро | Бронза | Всего |
| ----- | -------------- | ------ | ------- | ------ | ----- |
| 1     | Новая Зеландия | 1      | 1       | 0      | 2     |
| 2     | Австрия        | 1      | 0       | 0      | 1     |
| 3     | Австралия      | 0      | 1       | 0      | 1     |
| 4     | Швейцария      | 0      | 0       | 1      | 1     |
| 4     | США            | 0      | 0       | 1      | 1     |

## Медалисты
| Дисциплина | Золото                      | Серебро                      | Бронза                 |
| ---------- | --------------------------- | ---------------------------- | ---------------------- |
| Женщины    | Кейт Аллен Австрия          | Лоретта Харроп Австралия     | Сьюзан Уильямс США     |
| Мужчины    | Хэмиш Картер Новая Зеландия | Беван Дочерти Новая Зеландия | Свен Ридерер Швейцария |